# Freiwilligen-Stamm-Division
La Freiwilligen-Stamm-Division  était une division de dépôt de la Wehrmacht formée le 1er février 1944 dans le sud de la France, à partir de volontaires anti-bolchéviques russes, ukrainiens, géorgiens, turkmènes, caucasiens et de volontaires musulmans originaires des Balkans.

## Composition
La Freiwilligen-Stamm-Division était composée de cinq régiments sous les ordres du lieutenant-général Ralph von Heygendorff (de février 1944 à mars 1944), du major-général Wilhelm von Henning (de mars 1944 à septembre 1944) puis du major-général Bodo von Wartenberg (de septembre 1944 à mai 1945).
Difficilement acceptés par l’état-major allemand qui rechigna longtemps à utiliser ces troupes, ces volontaires possédaient un armement et des équipements constitués d'effets étrangers disparates, d'uniformes allemands déclassés et même d'armes de récupération russes.

## Histoire

### Cantonnement
Durant l’été 1944 la division était cantonnée à Écully, à Bourg-en-Bresse dans les casernes Aubry et Brouet, à Mâcon à la caserne Duhesme, à Chaumont à la caserne Foch, à Dijon, à Langres à la caserne Turenne et à Pontarlier. De début juillet à la mi-août 1944, des Lituaniens étaient cantonnés au camp de la Valbonne.

### Opérations
À partir du mois de juillet 1944, la Freiwilligen-Stamm-Division est engagée dans la lutte contre les maquis de l’Ain, notamment au cours de l'opération Treffenfeld. Elle se fait particulièrement remarquer par les atrocités commises dans la région.
Les 10 et 16 juillet, ses soldats raflent et assassinent à Bourg-en-Bresse puis à Oyonnax. Au total, dans l’Ain, du 10 au 21 juillet 1944, la Freiwilligen-Stamm-Division est responsable, directement ou indirectement, de 1 175 arrestations, 184 assassinats, 34 viols et 247 incendies de maisons, ainsi que de nombreux actes de tortures et de pillages.
Le 18 juillet 1944, en Bresse, la recherche, sans résultat, des résistants par les forces allemandes et les mercenaires cosaques se transforme en beuverie : 278 bâtiments sont incendiés par ses hommes, dont 45 à Cuisiat, 82 à Pressiat, 67 à Chevignat et Roissiat, 47 à Verjon et 31 à Poisoux. Les habitants s’enfuient ou sont expulsés de leurs fermes, les animaux meurent brûlés dans leurs étables. Cette série d'incendies volontaires sera appelée « Le Grand Brûle »,.
Du 12 au 22 juillet 1944, la Freiwilligen-Stamm-Division est notamment responsable du massacre de Dortan, village entièrement incendié. Trente-six personnes furent tuées au cours de ce massacre ponctué par des viols et des séances de torture. Le 13 août 1944, c'est le village de Joyeux qui subit les exactions des mercenaires.

### Destinée
120 Cosaques du Kouban, responsables des atrocités de Dortan, seront arrêtés par les maquis de l’Ain et du Haut-Jura et fusillés, contre l’avis des chefs du maquis, le long de la voie de chemin de fer au fort des Rousses.

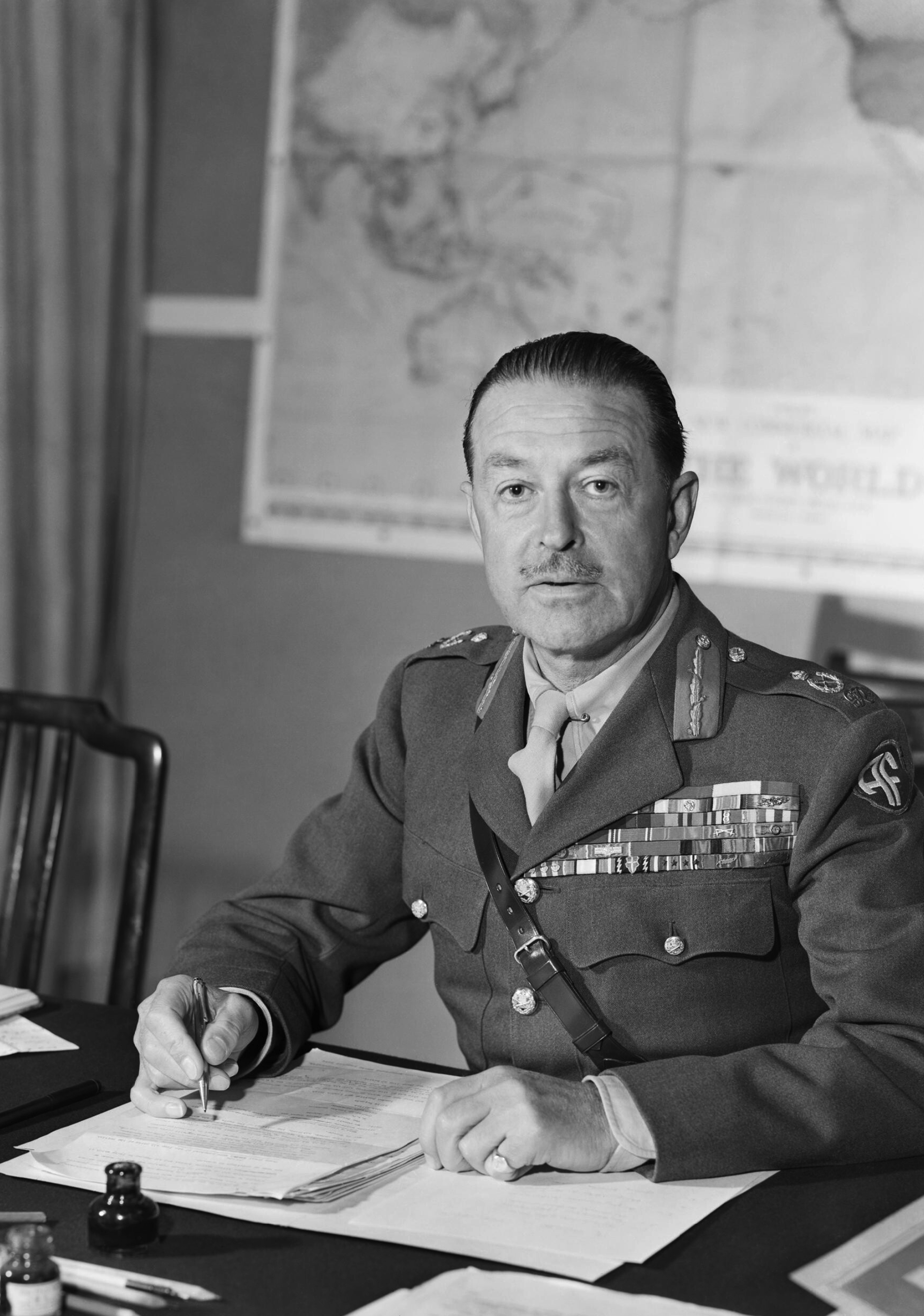
Harold Alexander en 1945.

Les survivants des combats ultérieurs capitulèrent collectivement en mai 1945 dans le sud de l'Autriche contre la promesse d'un traitement décent et se rendirent aux forces britanniques du field marshal Harold Alexander. Les prisonniers cosaques ainsi que les autres Russes blancs engagés dans la Wehrmacht furent toutefois livrés aux Soviétiques et déportés. Leurs principaux généraux furent condamnés à mort le 16 janvier 1947.